# Гідеон Мантелл
Гідеон Мантелл (англ. Gideon Algernon Mantell) — палеонтолог із Сассекса, який знайшов зуб ігуанодона, і довів, що на Землі колись водилися величезні ящероподібні істоти — динозаври. Мантелл вів полеміку із сером Річардом Оуеном, головою Відділу природничої історії Британського музею щодо зовнішності давнього чудовиська. Оуен вважав, що ігуанодон мав короткі передні лапи, і замовив велику, але неточну модель ящера для Всесвітньої виставки в Лондоні (1851).